# Heinrich Schmidinger (Philosoph)

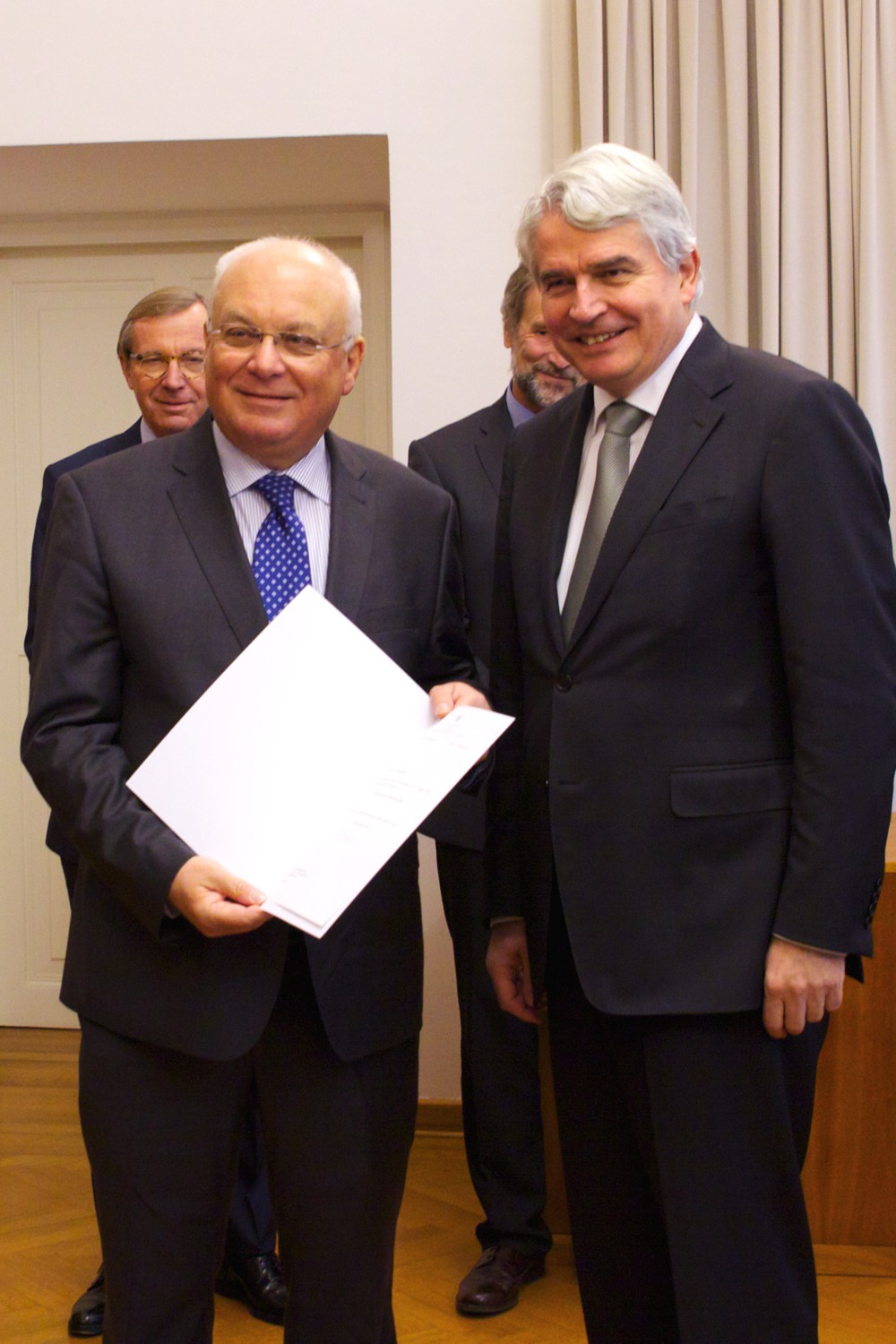
Heinrich Schmidinger (rechts) mit Franz Schausberger bei dessen Ernennung zum Professor

Heinrich Schmidinger (* 15. Februar 1954 in Wien) ist ein österreichischer Philosoph und römisch-katholischer Theologe sowie Universitätsprofessor. Schmidinger war von 2001 bis September 2019 Rektor der Universität Salzburg.

## Leben
Sein Vater war der Historiker Heinrich Schmidinger, der in der Schweiz als Universitätsprofessor lehrte. Schmidinger verbrachte seine Kindheit in der Schweiz. Er studierte Theologie und Philosophie an der Päpstlichen Universität Gregoriana in Rom und habilitierte sich 1984 an der Theologischen Fakultät der Universität Innsbruck im Fach Christliche Philosophie.
Seit 1993 ist Schmidinger Professor am Fachbereich Philosophie an der Katholisch-Theologischen Fakultät der Universität Salzburg, zu deren Dekan er 1995 gewählt wurde. Im Jahr 1999 wurde Schmidinger Vizerektor für Ressourcen und Stellvertreter des Universitätsrektors Adolf Haslinger. Zu dessen Nachfolger wurde er im Jahr 2001 bestellt.
Von 2011 bis 2015 war Rektor Schmidinger zudem Vorsitzender der Österreichischen Universitätenkonferenz, im Dezember 2015 wurde Sonja Hammerschmid zu seiner Nachfolgerin in dieser Funktion gewählt.
Er ist Mitglied der Europäischen Akademie der Wissenschaften und Künste. 2017 erhielt er einen Kardinal-Innitzer-Preis.
2011 unterzeichnete Schmidinger das Memorandum Kirche 2011: Ein notwendiger Aufbruch. Seit 2012 ist das Wimpertierchen Schmidingerella arcuata nach ihm benannt.
Am 21. Februar 2019 wurde Hendrik Lehnert vom Universitätsrat zum Rektor der Universität Salzburg gewählt. Er folgte Schmidinger in dieser Funktion mit 1. Oktober 2019 nach. Für die Funktionsperiode 2023 bis 2028 wurde er Mitglied des Universitätsrates der Universität Innsbruck.
Schmidinger ist verheiratet und hat drei Kinder.

## Schriften
- Das Problem des Interesses und die Philosophie Sören Kierkegaards, Reihe Symposion Band 67,  Verlag Karl Alber, Freiburg/München 1983, ISBN 3-495-47508-7
- Nachidealistische Philosophie und christliches Denken. Zur Frage nach der Denkbarkeit des Unvordenklichen, Reihe Symposion Band 74, Verlag Karl Alber, Freiburg/München 1985. ISBN 3-495-47579-6
- Der Mensch ist Person. Ein christliches Prinzip in theologischer und philosophischer Sicht, Tyrolia Verlag, Innsbruck/Wien 1994
- Hat Theologie Zukunft? Ein Plädoyer für ihre Notwendigkeit, TOPOS-PLUS-Taschenbuch 362, Innsbruck/Wien 2000
- Metaphysik. Ein Grundkurs, Kohlhammer Verlag, Stuttgart 2000, 3. Aufl. 2010. ISBN 978-3-17-021350-0
- Wege zur Toleranz. Geschichte einer europäischen Idee in Quellen, Wissenschaftliche Buchgesellschaft, Darmstadt 2002

## Auszeichnungen
- 1985: Kardinal-Innitzer-Förderungspreis für Theologie
- 2016: Großes Goldenes Ehrenzeichen für Verdienste um die Republik Österreich
- 2019: Stadtsiegel in Gold der Stadt Salzburg[7]
- 2019: Großes Ehrenzeichen des Landes Salzburg[8][9]
- 2023: Ritter des Gregoriusordens[10][11]